# 喜谷六花
喜谷 六花（きたに りっか、1877年（明治10年）7月12日 - 1968年（昭和43年）12月20日）は、日本の俳人。曹洞宗華嶽山梅林寺住職、28世慈門良哉大和尚、曹洞宗権大教師。東京府出身。

## 経歴
1877年（明治10年）に浅草区（現在の東京都台東区東部）浅草馬道で生まれる。16歳で曹洞宗の僧籍に入り、曹洞宗高等学林（現在の駒澤大学）や哲学館（現在の東洋大学）に学び、1897年（明治30年）に下谷区（現在の台東区西部）の梅林寺住職となる。そのころから俳句を詠み始め、日刊紙『二六新報』の中村楽天が主宰する「二六吟社」同人になったのを皮切りに『ホトトギス』や『日本俳句』などに定形俳句を投句、やがて河東碧梧桐の新傾向俳句に傾倒し、碧梧桐の門人となる。以降は碧梧桐主宰の『海紅』同人となり自由律俳句を詠み、海紅を去った碧梧桐の『三昧』に一時は参加するなどしたが、三昧の主要同人であった風間直得の提唱するルビ俳句を嫌い、中塚一碧楼の主宰となって以降の海紅に再び戻った。1940年の大政翼賛会発足に伴い結成された日本俳句作家協会（後の日本文学報国会）において評議員に就任。戦後、一碧楼の死後は海紅の選者となって、長く結社を支えた。1968年（昭和43年）、91歳で没。

## 句集・編著
- 『寒烟』（1912年）
- 『梅林句屑』（1928年）
- 『虚白』（1960年）
- 『碧梧桐句集』(瀧井孝作との共編・1947年）